# Brian Bye
Brian Eldon Bye (Kanada, Ontario, Brantford, 1954. június 27. –) kanadai jégkorongozó.

## Karrier
Komolyabb junior karrierjét az Ontario Major Junior Hockey League-ben kezdte 1972-ben a Kitchener Rangers csapatában. Még a következő szezonban is juniorként játszott, majd elkezdte a felnőtt pályafutását. Közben az 1974-es NHL-amatőr drafton a New York Islanders kiválasztotta a 18. kör 232. helyén. Szintén kiválasztotta egy csapat, San Diego Mariners az 1974-es WHA-amatőr drafton a 9. kör 125. helyén. Felnőttként 1974-ben a North American Hockey League-be került a Syracuse Blazersbe 63 mérkőzésre. A következő szezonban a Southern Hockey League-ben játszott a Roanoke Valley Rebelsben majd felhívták egyetlenegy mérkőzésre a World Hockey Associationba a San Diego Marinersbe. Ezután sem ebben a felső ligában, sem a National Hockey League-ben nem játszott. 1976–1977-ben játszott az SHL-es Greensboro Generals, ami 1977. január 7-én megszűnt és átigazolt az OHA Senior A League-be a Cambridge Hornetsben. Végül 1978-ban a Pacific Hockey League-ből vonult vissza a San Diego Mariners-ből.